# أثينيون
أثينيون كان في أواخر الثلاثينيات قبل الميلاد قائدا عسكريا للملكة المصرية كليوباترا في سورية الجوفاء.

## حياته
لا يعرف أثينيون إلا من خلال التقرير الذي قدمه المؤرخ اليهودي جوزيفوس عن هيرودس الكبير، لكن رواية جوزيفوس معادية للغاية لكليوباترا وتعكس في هذا الصدد التقارير السلبية لمذكرات الملك اليهودي حول الملكة البطالمة، والتي وجدت طريقها عبر نيكولاس دمشق إلى أعمال جوزيفوس التاريخية.  لذلك يجب تقييم تقارير جوزيفوس غير الموثوقة عن كليوباترا بعناية.
عندما بدأت الاستعدادات للحرب النهائية بين ماركوس أنطونيوس وأغسطس (إمبراطور) في عام 32 ق.م. ، أراد هيرود أن يأتي لإنقاذ أنتوني بجيش، لكن أنتوني أرسله للقتال ضد مليشوس، ملك الأنباط، بدلاً من ذلك. وفقًا لجوزيفوس كليوباترا، قيل إنه كان مسؤولاً عن هذا القرار الصادر عن حكم ثلاثي، ولكن الباحث الكلاسيكي الألماني كريستوف شيفر لا يعتقد أن هذا صحيح.  بعد أن فاز هيرودس بأول مواجهة عسكرية ضد الأنباط وهددهم أيضًا بإلحاق الهزيمة بهم في معركة ثانية بالقرب من كاناثا، من المفترض أن يتدخل أثيني لصالح الأنباط وساعدهم بشكل حاسم في هزيمة القوات اليهودية.  يرى كريستوف شيفر أن هجوم أثينيون المزعوم على هيرودوس هو من اختراع جوزيفوس أو مصادره. يجادل بأنه إذا كان أثينيون ساعد الأنباط حقًا في المعركة بالقرب من كاناثا ، فليس من المفهوم لماذا لم يتدخل جنرال كليوباترا في معارك هيرودس الناجحة في وقت لاحق ضد الأنباط، والتي وقعت في صيف 31 قبل الميلاد.  مايكل جرانت ليس متشككًا في تقرير جوزيفوس. 
لم يتم تسجيل أي شيء عن مزيد من مصير أثينيون.